# Penelope Keith
Penelope Anne Constance Keith, DBE, DL (Sutton, 2 de abril de 1940) é uma atriz e apresentadora inglesa. Ela é conhecida principalmente por seus papéis nas comédias The Good Life (1975–1978) e To the Manor Born (de 1979 a 1981).